# Parastrellus hesperus
Parastrellus hesperus (H. Allen, 1864) è un pipistrello della famiglia dei Vespertilionidi, unica specie del genere Parastrellus (Hoofer, Van Den Bussche & Horacek, 2006), diffuso nell'America settentrionale.

## Descrizione

### Dimensioni
Pipistrello di piccole dimensioni, con la lunghezza totale tra 60 e 86 mm, la lunghezza dell'avambraccio tra 27,8 e 34,1 mm, la lunghezza della tibia tra 10,7 e 13,5 mm e un peso fino a 6 g.

### Caratteristiche craniche
Il cranio è largo e relativamente basso, con la scatola cranica piccola e allo stesso livello del rostro. La zona inter-orbitale è leggermente affossata. L'incisivo superiore interno ha una sola cuspide, mentre quelli più esterni sono bicuspidati.
Sono caratterizzati dalla seguente formula dentaria:

### Aspetto
Le parti dorsali variano dal grigio fumo al bruno-giallastro, mentre quelle ventrali sono grigio-brunastre chiare. Il muso, le membrane e le orecchie sono nere. Queste ultime sono corte e rotonde. Il trago è corto, affusolato e leggermente curvato in avanti. Le membrane alari sono attaccate posteriormente alla base delle dita dei piedi. La coda è lunga e inclusa completamente nell'ampio uropatagio, il quale è finemente ricoperto di peli per il primo terzo. Il calcar è carenato. Il cariotipo è 2n=28 FN=46.

## Biologia

### Comportamento
Si rifugia singolarmente o in piccoli gruppi fino a 12 individui nei crepacci rocciosi, sotto le rocce, in burroni, miniere ed edifici . Durante l'inverno entra in ibernazione all'interno di miniere, grotte e crepacci. L'attività predatoria inizia nelle prime ore della sera, molto prima di tutte le altre specie di pipistrelli nordamericani. Il volo è molto lento.

### Alimentazione
Si nutre di insetti come emitteri, imenotteri, lepidotteri, ditteri, coleotteri, omotteri, tricotteri e plecotteri catturati a 2-15 metri dal suolo. Consuma circa il 20% del suo peso in prede per notte.

### Riproduzione
Il periodo riproduttivo cade alla fine dell'anno, per protrarsi durante tutto l'inverno. Le femmine danno alla luce 1-2 piccoli alla volta dopo una gestazione di 40 giorni. Solitamente le nascite avvengono in giugno e luglio, dopo che le femmine hanno trattenuto lo sperma per tutta la primavera. Vengono svezzati dopo 30 giorni dalla nascita.

## Distribuzione e habitat
Questa specie è diffusa negli Stati Uniti d'America, dallo stato di Washington all'Oklahoma sud-occidentale e in Messico dalla Bassa California fino agli stati di Hidalgo e Guerrero.
Vive nei deserti, boscaglie aride, prati e anche foreste. Predilige canyon, scarpate e ammassi rocciosi.

## Tassonomia
Sono state riconosciute 2 sottospecie:
- P. h. hesperus: Washington meridionale, Oregon orientale, Idaho sud-occidentale, California, Nevada, Utah meridionale, Arizona nord-occidentale, Colorado sud-occidentale, estrema parte del Messico nord-occidentale e Penisola della Bassa California;
- P. h. maximus (Hatfield, 1936): Nuovo Messico, Texas sud-occidentale; Messico settentrionale e centrale dallo stato di Sonora fino agli stati di Hidalgo e Guerrero.

## Conservazione
La IUCN Red List, considerato il vasto areale, la popolazione presumibilmente numerosa e la presenza in diverse aree protette, classifica P.hesperus come specie a rischio minimo (Least Concern)).